# Anushka Sharma

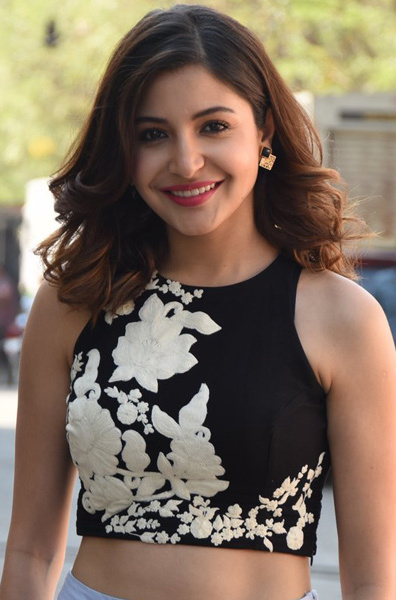
Anushka Sharma (2015)

Anushka Sharma (Hindi अनुष्का शर्मा [ənʊʂka ː ʃərma ː]; * 1. Mai 1988 in Ayodhya, Uttar Pradesh) ist eine indische Schauspielerin und ehemaliges Fotomodel.

## Karriere
Im Jahr 2008 gab Sharma in Ein göttliches Paar unter der Regie von Aditya Chopra ihr Leinwanddebüt, das ihr drei Nominierungen für indische Filmpreise einbrachte. 2010 spielte sie in Die Hochzeitsplaner – Band Baaja Baaraat von Maneesh Sharma die Rolle einer ehrgeizigen Hochzeitsplanerin. Für diesen Film wurde sie als beste Schauspielerin nominiert. Den Filmfare-Award für Beste Nebendarstellerin bekam sie für Solang ich lebe – Jab Tak Hai Jaan von Yash Chopra. An der Seite von Aamir Khan spielte sie in der satirischen Komödie PK.
Im November 2014 gab der indische Cricketspieler Virat Kohli bekannt, dass er in einer Beziehung mit Sharma ist. Am 11. Dezember 2017 heiratete sie Kohli in Italien und bekam mit ihm im Januar 2021 ein Kind.
2014 gründete Sharma mit ihrem Bruder die Produktionsfirma Clean Slate Films und produzierte ihren ersten Krimithriller NH10 (2015), in dem sie mit Neil Bhoopalam die Hauptrolle spielte. Im Jahr 2021 gab sie bekannt, dass sie ein Biopic über die Cricketspielerin Jhulan Goswami dreht.

## Filmografie
- 2008: Ein göttliches Paar (Rab Ne Bana Di Jodi)
- 2010: Badmaash Company
- 2010: Die Hochzeitsplaner – Band Baaja Baaraat (Band Baaja Baaraat)
- 2011: Patiala House
- 2011: Ladies vs Ricky Bahl
- 2012: Solang ich lebe – Jab Tak Hai Jaan
- 2013: Matru Ki Bijlee Ka Mandola
- 2014: PK – Andere Sterne, Andere Sitten (PK)
- 2015: NH10
- 2015: Bombay Velvet
- 2015: Dil Dhadakne Do – Ozean der Träume
- 2016: Sultan
- 2016: Ae Dil Hai Mushkil
- 2017: Phillauri
- 2017: Jab Harry Met Sejal
- 2018: Sanju
- 2018: Zero